# Le Taurillon
Pour les articles homonymes, voir Taurillon (homonymie).
 (octobre 2022).
Le Taurillon est un magazine web d'opinion sur l'Europe et la construction européenne, existant en 7 langues : français (sa langue d'origine), anglais, allemand, italien, espagnol, polonais et roumain. Depuis 2018, une version multilingue permet d'éditer des articles dans toutes les langues européennes. Le Taurillon traite des affaires européennes sous la forme d'articles d'actualité, de tribunes et d'interviews de personnalités ; le site publie entre 3 et 7 articles par semaine tout au long de l'année. En 2018, plus de 10 000 articles ont été publiés depuis sa création.

## Présentation
Le Taurillon est créé en 2005 par les Jeunes Européens France, la section française de l'association des Jeunes Européens fédéralistes. Le  magazine a été créé à la suite de la campagne sur le référendum portant sur le traité établissant une Constitution pour l'Europe en France qui a vu la victoire du "non" l'emporter au terme d'un débat politique intense en France. Les Jeunes Européens Fédéralistes présentent leur projet comme un espace d'expression à vocation pédagogique sur la nature du fédéralisme européen[source insuffisante].
Le nom du magazine est une référence au mythe de la princesse phénicienne Europe fille d'Agénor, que Zeus, ayant pris la forme d’un taureau, aurait emmené jusque dans la partie du monde aujourd’hui connue sous le nom d’Europe.
La ligne pro-européenne éditoriale du Taurillon s'inscrit dans le courant politique du fédéralisme européen. Le Taurillon n'est affilié à aucun parti politique,. Toute personne peut proposer des articles à la rédaction. Le site publie régulièrement des entretiens avec des élus, ministres, Commissaires européens ou Chanceliers, par exemple : Sebastian Kurz, Jean-Claude Juncker, Catherine Colonna, Jean-Marie Cavada, Sylvie Guillaume, Catherine Soullie, Sarah El-Haïry, Pierre Larrouturou, Sandrine Rousseau…
Chaque version linguistique dispose de sa propre rédaction. La rédaction est collaborative et est coordonnée par un rédacteur en chef. Pour créer une unité entre les différentes versions linguistiques et une diffusion européenne des publications, chaque version linguistique traduit et publie les articles des autres langues. Chaque rédacteur en chef veille à ce que l’unité entre les sept versions linguistiques soit bien assurée. Le Taurillon publie des articles proposés directement par un auteur, ou sollicités par le rédacteur en chef. L'ensemble forme un média d'opinion et d'analyse sur les politiques européennes.
En 2021, le Taurillon cumule plus de 3 millions de visiteurs uniques sur son site approchant une moyenne de 300.000 visiteurs mensuels.
Plusieurs éditions papier locales sont également publiées par les sections locales des Jeunes Européens telles que le Taurillon en Flam's (Strasbourg), le Taurillon dans l'arène (Bordeaux), le Taurillon en Seine (Paris), le Tauri'Lyon, le Ch'Taurillon (Lille) et le Taurillon Toulouse.

## Distinctions
Le magazine a été lauréat du prix du citoyen européen 2012, décerné par le Parlement européen.
Le Taurillon remporte également le prix de l'Initiative européenne 2020, décerné par la Maison de l'Europe à Paris et par le Club de la Presse européenne.